# Jens Jørn Bertelsen
Jens Jørn Haahr Bertelsen (Guldager, 15 de fevereiro de 1952) é um ex-futebolista profissional dinamarquês, que atuava como médio-defensivo.

## Carreira
Jens Jørn Bertelsen fez parte do elenco da Seleção Dinamarquesa de Futebol da Copa do Mundo de 1986 